# Justinus van der Brugghen
Justinus Jacob Leonard van der Brugghen (6. srpna 1804 Nijmegen – 2. října 1863 Ubbergen) byl nizozemský politik, v letech 1856–1858 předseda nizozemské vlády. Působil v čele vlády 1 rok, 8 měsíců a 17 dní. Souběžně držel post ministra spravedlnosti. Byl prvním premiérem křesťanského směru v nizozemských dějinách. Byl ovlivněn radikálně protestantským hnutím Réveil.

## Život
Narodil se v rodině s německými kořeny, která se v Nizozemsku usadila v 16. století. Vystudoval práva na Univerzitě v Leidenu, doktorát získal v roce 1826. Poté se usadil jako advokát v Nijmegenu. V letech 1840–1856 byl předsedou okresního soudu tamtéž. Do politiky ho vtáhla školská otázka, byl velkým nepřítelem nenáboženských škol. Vstoupil do politiky roku 1850, když se stal členem zemské rady Gelderlandu. Poté ho strhlo dubnové hnutí, vlna protestantského rozhořčení proti pokusům papeže Pia IX. uplatňovat svůj vliv v náboženských otázkách v Nizozemsku. Poté Brugghen vstoupil do politiky celostátní. Roku 1853 byl zvolen do sněmovny, byl však jejím členem jen do roku 1854. Ve funkci premiéra čelil zejména problému základního školství a role církve v něm. Prosazoval řešení, které neodpovídalo zcela jeho původním názorům, a které ho vzdálilo jeho příteli Groenu van Prinstererovi a celé jeho Antirevoluční straně, k níž měl předtím nejblíže. Spor vedl k pádu vlády, po němž se Brugghen stáhl z politiky, která ho velmi zklamala. Věnoval se pak křesťanskému vzdělávání.